# Premio TV - Premio regia televisiva 2013
La cinquantatreesima edizione del Premio Regia Televisiva, condotta da Fabrizio Frizzi, si svolse al teatro Ariston di Sanremo il 13 marzo 2013 e fu trasmessa il 27 marzo su Rai 1. La serata fu seguita da 4.643.000 telespettatori con uno share del 18,55%.
Inizialmente, l'evento avrebbe dovuto essere trasmesso in diretta ma, in seguito all'elezione di Papa Francesco e alla successiva puntata speciale di Porta a porta, la Rai decise di registrare comunque la serata e di mandarlo in onda il 27 marzo seguente. La votazione per il Programma dell'anno è stata comunque effettuata tramite televoto, ma la proclamazione è avvenuta solo durante l'edizione notturna del TG1 all'1:50 del 28 marzo.

## Premi

### Top Ten
- Festival di Sanremo 2013 (Rai 1) - ritirano il premio Fabio Fazio e Luciana Littizzetto[1]
- Avanti un altro! (Canale 5) - ritirano il premio Paolo Bonolis e Luca Laurenti[2]
- Italia's Got Talent (Canale 5) - ritira il premio Simone Annicchiarico[2]
- L'Arena (Rai 1) - ritira il premio Massimo Giletti[2]
- Striscia la notizia (Canale 5) - ritirano il premio Antonio Ricci, Ezio Greggio, Enzo Iacchetti, Ficarra e Picone e le Veline[2]
- L'eredità (Rai 1) - ritirano il premio Carlo Conti e le "professoresse" (Ludovica Caramis, Eleonora Cortini, Laura Forgia, Francesca Fichera)[2][3]
- Le Iene (Italia 1) - ritirano il premio Ilary Blasi e Teo Mammucari[2]
- Tale e quale show (Rai 1) - ritirano il premio ritirano il premio Carlo Conti e parte del cast del programma[2]
- TV Talk (Rai 3/Rai Educational) - ritira il premio Massimo Bernardini[2]
- X Factor (Sky Uno) - ritirano il premio Simona Ventura e Alessandro Cattelan[2]

#### Nomination
- Amici (Canale 5)
- La prova del cuoco (Rai 1)
- La vita in diretta (Rai 1)
- L'anno che verrà (Rai 1)
- Crozza nel Paese delle Meraviglie (LA7)
- Linea Verde (Rai 1)
- Porta a porta (Rai 1)
- Report (Rai 3)
- Ti lascio una canzone (Rai 1)
- Voyager (Rai 2)

### Miglior programma in assoluto
- Tale e quale show (Rai 1)

### Miglior personaggio femminile
- Luciana Littizzetto
- Antonella Clerici
- Milena Gabanelli

### Miglior personaggio maschile
- Fabio Fazio
- Paolo Bonolis
- Carlo Conti

### Personaggio rivelazione
- Virginia Raffaele
- Flavio Briatore
- Carlo Cracco

### Miglior fiction
- Volare - La grande storia di Domenico Modugno (Rai 1)

### Miglior TG
- TG LA7

### Evento straordinario tv dell'anno
- La più bella del mondo (Rai 1)

### Oscar speciale
- Concerto per l'Emilia (Rai 1) - ritirano il premio Caterina Caselli e Beppe Carletti[4]

### Premio alla carriera
- Ezio Greggio